# Lyckle Eebles
Lyckle Eebles van Steenwij(c)k (15e eeuw - Nijeholtpade, ca. 1537) was een bestuurder en stamvader van het geslacht Lycklama à Nijeholt.

## Biografie
Eebles werd in 1512 genoemd als grietman van de grietenij Stellingwerf. Hij woonde te Nijeholtpade op de stins ‘Friesburg’ of ‘Lemenburg’ en behoorde tot de trouwe aanhangers van de Saksische hertogen. Zijn stins werd in 1514 door Gelderse troepen belegerd en geplunderd. Een jaar later, in 1515, werd de stins op St. Anthoniusdag in zijn geheel afgebrand.
De hertog van Saksen had zijn rechten op Friesland inmiddels op 19 mei 1515 verkocht aan de latere keizer Karel V. De geleden schade van Eebles bleef niet onopgemerkt. De door Karel benoemde stadhouder van Friesland, Floris van Egmont, stelde Eebles schadeloos door hem bij de splitsing van Stellingwerven, in Stellingwerf-Oosteinde (Ooststellingwerf) en Stellingwerf-Westeinde (Weststellingwerf), op 18 februari 1517 te benoemen tot grietman van de grietenijen Stellingwerf-Westeinde en Schoterland. Keizer Karel V beloonde hem nogmaals voor zijn inzet, door hem op 11 oktober 1524 tot grietman van Stellingwerf-Westeinde te benoemen, een functie die twee dagen later op 13 oktober 1524 door de keizer erfelijk werd verklaard. Hij overleed waarschijnlijk in de loop van 1537 en werd als grietman opgevolgd door zijn zoon Lubbert.

## Kinderen
Uit zijn huwelijk met Johanna sproten negen kinderen, waarvan zes zoons. In zijn biografie door L.M.G. Kooperberg in het Nieuw Nederlandsch Biografisch Woordenboek wordt vermeld dat hij mogelijk drie zoons gehad zou hebben. Later onderzoek in de Nederlandse Leeuw, gepubliceerd in december 2017, wees uit dat Johanna als weduwe een huis verkoopt in 1538. In de verkoopakte worden negen kinderen bij naam genoemd.